# 'Abid ibn al-Abras
ʿAbīd ibn al-Abraṣ (500 – 554) è stato un poeta arabo, vissuto nella Jāhiliyya.
Appartenente alla tribù araba dei Banū Asad, ʿAbīd ibn al-Abraṣ (in arabo ﻋﺒﻴﺪ ﺍﺑﻦ ﺍلاﺑﺮﺹ‎?) fu coinvolto nell'insurrezione della sua gente contro l'effimero regno "federativo" creato dai Banu Kinda, provocando la morte di Hujr, padre del grande poeta Imru l-Qays.
Fra i motivi dei 30 carmi (qaṣīda) e dei 17 frammenti conservatici di questo espressivo poeta, si impone il fakhr, la poesia di vanto, che lascia posto anche alle considerazioni sentenziose, alle meditazioni sulla caducità della vita e alle descrizioni pittoriche dell'ambiente naturale e zoologico: tutti motivi per i quali ʿAbīd ibn al-Abraṣ fece ricorso a una lingua accentuatamente arcaica, che è la più convincente dimostrazione della sua genuinità, non soggetta cioè a successive interpolazioni (come invece spesso è accaduto a buona parte della poesia preislamica).